# کیت اسپرجن
کیت اسپرجن (انگلیسی: Keith Spurgeon؛ ۱۹۳۳ – ۱۹۹۰ (۵۶−۵۷ سال)) یک بازیکن فوتبال بود.